# Paul Möhring
Paul Heinrich Gerhard Möhring, född 21 juli 1710 i Jever, död där 28 oktober 1792, var en tysk läkare, botaniker och ornitolog.
Möhring tjänstgjorde som läkare hos furst Johann Ludwig II av Anhalt-Zerbst. Han mest kända skrift är Avium genera, vilken utgjorde ett första försök att klassificera fågelarter.
Auktorsnamnet Möhring kan användas för Paul Möhring i samband med ett vetenskapligt namn inom botaniken; se Wikipediaartiklar som länkar till auktorsnamnet.